# Pultenaea ericifolia
Pultenaea ericifolia är en ärtväxtart som beskrevs av George Bentham. Pultenaea ericifolia ingår i släktet Pultenaea och familjen ärtväxter. Inga underarter finns listade i Catalogue of Life.